# RS-587
Pour les articles homonymes, voir Route 587.
La RS-587 est une route locale du Nord-Ouest de l'État du Rio Grande do Sul.
Elle débute à Seberi, à l'embranchement avec la BR-158/BR-386 et la RS-585, dessert Cristal do Sul et s'achève à Rodeio Bonito, à la jonction avec la RS-323. Elle est longue de 26 km.